# Safari 5000
Pour plus de détails, voir Fiche technique et Distribution.
Safari 5000 (栄光への５０００キロ, Eiko e no 5,000 kiro) est un film d'action japonais de courses automobiles réalisé par Koreyoshi Kurahara et sorti en 1969.

## Synopsis
Le coureur professionnel Takayuki Godai a quitté le Japon après avoir été disqualifié du Grand Prix du Japon pour obstruction de la piste, et a participé à diverses courses à l'étranger en tant qu'indépendant, s'engageant avec une équipe pour chaque course. Cinq d'entre eux, dont Takayuki V, sa petite amie Yuko Sakaki, le coureur français Pierre Leduc et sa femme Anna, et le mécanicien kenyan Juma Kingory, s'appellent eux-mêmes l' « équipage gitan » et jouissent d'une vie insouciante, voyageant à travers le pays dans un transporteur.
Godai participe au Rallye de Monte-Carlo enneigé en tant qu'indépendant, mais l'équipe d'usine refuse de lui fournir des pièces consommables et l'oblige à conduire de manière imprudente sur la section suivante du rallye, et il finit par perdre son copilote dans un accident en essayant d'éviter un rocher tombant sur la route, et il est lui-même grièvement blessé. Pierre raconte l'accident à Juma. Juma disparaît dans un accès de colère lorsque Pierre l'accuse d'être responsable de l'accident. Pierre et sa femme Anna quittent Monte-Carlo et l'équipage gitan est dissous. Pierre tient compte des souhaits d'Anna, qui cherche une vie plus stable, et quitte sa liberté en signant un contrat d'exclusivité avec l'équipe d'usine de l'UAC Automobile aux États-Unis pour participer au Grand Prix du Japon.
Au cours de l'année, Godai reprend le travail, bien qu'avec une cicatrice sur le visage, et retourne au Japon pour assister l'équipe Nissan dans la grande course annuelle, le Grand Prix du Japon. Il est attendu sur la piste d'essai de l'usine de Murayama par le chef du développement, Takeuchi, un ancien pilote qui a une histoire avec l'équipe, ayant échoué au Grand Prix du Japon trois ans plus tôt après s'être battu avec Godai pour la victoire et avoir perdu sa main droite. Au volant de la R381 de Takeuchi, Godai se rend au Grand Prix du Japon pour tenter d'effacer son traumatisme. Yuko, qui commence à se lasser de la solitude de Godai, voit son ancien amant, le célèbre styliste Jacques Chabrol, à l'hôtel où ils séjournent, et ils se retrouvent lors d'un défilé de mode dans un grand magasin de Tokyo. Yuko, qui assiste à la séance d'entraînement du Fuji Speedway depuis la tribune des spectateurs au lieu des stands, est sur son trente-et-un et parle à Godai, qui lui annonce qu'Anna et lui se rendent à Kyoto pour changer d'air et réévaluer leur avenir. Godai, lui aussi, exprime calmement et passionnément au mécanicien Eto son extraordinaire détermination à gagner cette course et son regret d'avoir été disqualifié il y a trois ans. Cependant, en finale, Pierre, à qui on avait ordonné de détruire Godai, s'est mis en travers de son chemin et a terminé à la deuxième place, perdant le championnat face à l'UAC. Le directeur général de Nissan, Takase, réévalue les performances de Godai et lui demande, ainsi qu'à Nomura, le directeur de l'équipe, de participer au Rallye Safari d'Afrique de l'Est l'année suivante. Pendant ce temps, Jack, qui poursuivait Yuko à Kyoto, finit par la persuader de le rejoindre, mais elle est toujours dans un état d'esprit hésitant et part avec lui à Paris.
Godai rappelle Juma, qui est originaire de la région, et le nomme copilote. Ils se retrouvent dans la vaste savane, Godai au volant d'une Datsun Bluebird 510SSS et Pierre au volant d'une UAC Escort à cames en tête, toutes deux auréolées du prestige de leur constructeur.
Le Rallye Safari est parti de Nairobi, la capitale du Kenya, et s'est rendu de Nakuru, à travers la partie nord du lac Victoria, à Kampala, Kabale et Fort Portal en Ouganda, pour revenir à Kampala, puis à Nairobi, couvrant 5 000 km en cinq jours et cinq nuits, en passant par Voi au Kenya, Malindi et Mombasa sur la côte de l'Océan Indien. Il s'agissait d'une épreuve automobile éprouvante, également connue sous le nom de « brise-auto ». Lors de la loterie pour l'ordre de départ, Pierre s'est vu attribuer le départ favorable de numéro 3, mais Godai s'est vu attribuer le départ extrêmement défavorable de numéro 90. Après la course d'entraînement précédant la loterie, Anna, GOdai, Juma et Eto, un mécanicien qui fait partie de l'équipe depuis le GP du Japon, prennent un déjeuner ensemble, au cours duquel on leur montre un magazine présentant les activités récentes de Yuko et Jacques à Paris. Le jour du départ, juste avant le départ du rallye, Godai trouve Yuko seule dans l'ombre des tribunes après le départ des 89 voitures de compétition, alors qu'elle devrait être à Paris, et Juma ne la rate pas non plus. Une fois le rallye lancé, malgré un ordre de départ défavorable, l'équipe parvient à se hisser dans le cercle des vainqueurs grâce à la conduite de Godai, au soutien dévoué de l'équipe d'assistance de Nissan et à l'abandon des meneurs. À Kampala, lors d'une halte en cours de route, Yuko, qui avait quitté Nairobi pour le poursuivre, lui a offert un nouveau chandail tricoté à la main.
Dans les dernières étapes de la course, Godai a finalement rattrapé Pierre en tête, et ils se sont engagés dans une prise de bec, produisant un nuage de poussière. Leur lutte se résout de manière inattendue et ils atteignent la glorieuse ligne d'arrivée, où Anna et Yuko attendent leur retour.

## Fiche technique
- Titre français : Safari 5000[1]
- Titre original : 栄光への５０００キロ (Eiko e no 5,000 kiro?)[2]
- Réalisation : Koreyoshi Kurahara
- Scénario : Nobuo Yamada (ja)
- Photographie : Kaneu Manji (ja)
- Montage : Shirō Watanabe
- Musique : Toshirō Mayuzumi
- Décors : Yoshinaga Yoko'o
- Production : Keiichiro Nakai, Eida Seiichiro, Yūjirō Ishihara
- Studio de production : Ishihara Productions (ja), Nikkatsu
- Pays de production :  Japon
- Langue originale : anglais américain
- Format : couleurs - 2,35:1 - son mono - 35 mm
- Genre : film d'action, courses automobiles
- Durée : 175 minutes
- Dates de sortie :
  - Japon : 19 juillet 1969[3]

## Distribution
- Yūjirō Ishihara : Takayuki Godai
- Ruriko Asaoka : Yuko Sakaki
- Jean-Claude Drouot : Pierre Leduc
- Emmanuelle Riva : Anna Leduc
- Toshirō Mifune : Yuichiro Takase
- Tatsuya Nakadai : Masaomi Takeuchi
- Jūzō Itami : Kenichi Nomura
- Alain Cuny : Jacques Chabrol
- Mizuo Suzuki (ja) : narrateur